# Coelostegia neesiocarpa
Coelostegia neesiocarpa är en malvaväxtart som beskrevs av Soeg.Reksod.. Coelostegia neesiocarpa ingår i släktet Coelostegia och familjen malvaväxter. Inga underarter finns listade i Catalogue of Life.